# 이찬주 (배우)
이찬주(2004년 2월 21일 ~ )은 대한민국의 배우이다.

## 출연 작품

### 드라마
- 《오작교 형제들》 (2011년~2012년, KBS2) - 모하나 역
- 《KBS 드라마 스페셜 - 그 남자가 거기 있다》 (2011년, KBS2)
- 《당돌한 여자  (2010년, SBS) - 왕딸기 역
- 《남자 이야기》 (2009년, KBS2)
- 《돌아온 일지매》 (2008년, MBC)